# Soronzonboldyn Batceceg
Soronzonboldyn Batceceg (mongolsky Соронзонболдын Батцэцэг, * 3. května 1990) je mongolská zápasnice. V roce 2012 vybojovala bronzovou medaili na olympijských hrách v kategorii do 63 kg. V roce 2010 vybojovala zlato na mistrovství světa a stříbro na mistrovství Asie v kategorii do 59 kg.

## Vyznamenaní
- Hrdina práce Mongolské lidové republiky – 31. července 2017 – udělil prezident Chaltmágín Battulga[1][2]